# Nowickia brevipalpis
Nowickia brevipalpis är en tvåvingeart som beskrevs av Zhao och Zhou 1993. Nowickia brevipalpis ingår i släktet Nowickia och familjen parasitflugor.
Artens utbredningsområde är Sichuan (Kina). Inga underarter finns listade i Catalogue of Life.